# Шилов Сергій Васильович
Сергі́й Васи́льович Ши́лов (16 січня 1972 — 16 липня 2015) — український військовик, доброволець, командир роти, учасник російсько-української війни.

## Життєпис
Народився 1972 року в місті Жовті Води. Закінчив середню ЗОШ № 11 м. Жовті Води.
З початком російської збройної агресії пішов добровольцем захищати Батьківщину; командир 2-ї роти 8-го окремого батальйону «Аратта», Добровольчий Український Корпус «Правий сектор».
9 липня 2015 року, внаслідок підриву на міні поблизу м. Маріуполь біля Широкиного зазнав тяжких поранень, лікарі ампутували ногу. Численні пошкодження внутрішніх органів спричинили постійну інфекцію в організмі.
16 липня 2015 року помер від поранень в Обласній клінічній лікарні ім. Мечникова (м. Дніпро).
Похований у м. Жовті Води.
Залишилися дружина Олена, син Гліб 2005 р.н.

## Нагороди
- 10.2.2017 нагороджений відзнакою «Народний Герой України» (посмертно);
- В 2021 році був нагороджений орденом «За мужність» III ступеня (посмертно)[1].

## Вшанування
- 1 вересня 2016 року, в жовтоводській НВК «Дивосвіт» (СЗШ № 11) відкрито меморіальну дошку випускнику Сергію Шилову.